# Сатагай (Вилюйский улус)
Сатагай (якут. Сатаҕай) — село в Вилюйском улусе Якутии России. Административный центр и единственный населённый пункт Кыргыдайского наслега. Население — 518 чел. (2021), большинство — якуты .

## География
Село расположено на западе региона, в восточной части Центрально-Якутской равнины, у аласа и двух озёр: Сатагай к югу и Бетиг к северу.
уличная сеть
11 улиц: ул. Абрамова Н. В., ул. Братьев Анемподистовых, ул. Бэти, ул. В. П. Васильева, ул. Дружбы, ул. Желтокоева-Мииккэ, ул. Н. В. Семенова, ул. Победы, ул. С. Н. Каратаева-Ырыа Дыгыйар, ул. Терентьева Е. О., ул. Центральная.
Географическое положение
Расстояние до улусного центра — города Вилюйск — 145 км..
Климат
В населённом пункте, как и во всем районе, климат резко континентальный, с продолжительным зимним и коротким летним периодами. Зимой погода ясная, с низкими температурами. Устойчивые холода зимой формируются под действием обширного антициклона, охватывающего северо-восточные и центральные улусы. Средняя месячная температура воздуха в январе находится в пределах от −28˚С до −40˚С..

## История
Согласно Закону Республики Саха (Якутия) от 30 ноября 2004 года N 173-З N 353-III село возглавило образованное муниципальное образование Кыргыдайский наслег.

## Население
| 2002 | 2010 | 2012 | 2013 | 2014 | 2015 | 2016 | 2017 | 2018 | 2019 | 2020 |
| ---- | ---- | ---- | ---- | ---- | ---- | ---- | ---- | ---- | ---- | ---- |
| 612  | ↘554 | ↘542 | ↘518 | ↘506 | ↗512 | ↗516 | ↗524 | ↘515 | ↘502 | ↘501 |
| 2021 |      |      |      |      |      |      |      |      |      |      |
| ↗518 |      |      |      |      |      |      |      |      |      |      |

Национальный состав
Согласно результатам переписи 2002 года, в национальной структуре населения якуты составляли 98 % от общей численности населения в 612 чел..

## Инфраструктура
Животноводство (мясо-молочное скотоводство, мясное табунное коневодство).
Дом культуры (МБУ ДЦ «Туску»), «Кыргыдайская средняя общеобразовательная школа имени Д. А. Гуляева», учреждения здравоохранения и торговли.

## Транспорт
Просёлочная дорога.